# Bardsragujn chumb 2021-2022
Il Bardsragujn chumb 2021-2022 è stata la 30ª edizione della massima serie del campionato armeno di calcio, iniziata il 30 luglio 2021 e terminata il 28 maggio 2022. L'Alaškert era la squadra campione in carica. Il P'yownik si è laureato campione per la quindicesima volta nella sua storia.

## Stagione

### Novità
Nel corso della scorsa stagione, Ganjasar e Lori si sono ritirate a stagione in corso: la prima, per motivi finanziari; la seconda in segno di protesta, a seguito di due ricorsi della società rigettati dalla federcalcio armena. Lo Širak non ha presentato domanda di iscrizione al campionato ed è ripartito dall'Araǰin Xowmb, insieme al Ganjasar.
Dall'Araǰin Xowmb 2020-2021 è salito, primo classificato, il Sevan. Complici le defezioni di Lori, Ganjasar e Širak, la federcalcio armena ha ammesso al campionato BKMA Erevan e Noravank.

### Formula
Le squadre si affrontano quattro volte, per un totale di 36 giornate. L'ultima classificata retrocede in Araǰin Xowmb.
La squadra prima classificata è dichiarata campione d'Armenia ed è ammessa al primo turno di qualificazione della UEFA Champions League 2022-2023. La seconda e la terza classificata vengono ammesse al primo turno di qualificazione della UEFA Europa Conference League 2022-2023. Se la squadra vincitrice della coppa nazionale, ammessa al seecondoo turno di qualificazione della UEFA Europa Conference League 2022-2023, si classifica tra il primo e il terzo posto, l'accesso al primo turno di Conference League va a scalare.

### Avvenimenti
Il 2 dicembre 2021, dopo tredici match disputati, la federcalcio armena decide di escludere il Sevan dal campionato. Tale decisione è arrivata dopo che la squadra aveva dato forfait per due partite, senza essere scesa in campo.
Il 23 maggio 2022 il Noravank, vincitore della Coppa d'Armenia 2021-2022, non ha ottenuto la licenza UEFA per poter partecipare alla UEFA Europa Conference League 2022-2023. Di conseguenza, il posto lasciato vacante dal Noravank, è stato preso dalla quarta classificata.

## Squadre partecipanti
| Club             | Stagione | Città        | Stadio | Stagione precedente           |
| ---------------- | -------- | ------------ | --- | ----------------------------- |
| Alaškert         |          | Erevan       | Stadio Alaškert                                                                                                  | Campione d'Armenia            |
| Ararat           |          | Erevan       | Stadio Repubblicano Vazgen Sargsyan                                                                              | 4º posto in Bardsragujn chumb |
| Ararat-Armenia   | dettagli | Erevan       | FFA Academy Stadium                                                                                              | 5º posto in Bardsragujn chumb |
| BKMA Erevan      |          | Erevan       | FFA Academy Stadium                                                                                              | 2º posto in Araǰin Xowmb      |
| Noah             |          | Erevan       | FFA Academy Stadium (1ª-17ª) Stadio comunale di Armavir (18ª-36ª)                                                | 2º posto in Bardsragujn chumb |
| Noravank         |          | Vajk         | Stadio comunale di Charentsavan (1ª-17ª, 22ª-23ª) Stadio Arevik (18ª-21ª) Stadio Junior Sport (Erevan) (24ª-36ª) | 3º posto in Araǰin Xowmb      |
| P'yownik         |          | Erevan       | Stadio Repubblicano Vazgen Sargsyan                                                                              | 7º posto in Bardsragujn chumb |
| Sevan (escluso)  |          | Sevan        | Stadio Alaškert (Erevan)                                                                                         | 1º posto in Araǰin Xowmb      |
| Urartu           |          | Erevan       | Stadio Urartu | 3º posto in Bardsragujn chumb |
| Van Charentsavan |          | Charentsavan | Stadio comunale di Charentsavan                                                                                  | 6º posto in Bardsragujn chumb |

## Allenatori e primatisti
| Squadra          | Allenatore                                                                                              | Giocatore più presente (tra parentesi il numero delle presenze) | Capocannoniere (tra parentesi il numero dei gol segnati) |
| ---------------- | --- | --------------------------------------------------------------- | -------------------------------------------------------- |
| Alaškert         | Aleksandr Grigoryan (1ª-7ª) Sergej Erzrumyan (8ª) Milan Milanović (9ª-17ª) Aram Voskanyan (2ª, 18ª-36ª) | David Churcidze, Artak Grigoryan, James, Didier Kadio (29)      | José Embaló (7)                                          |
| Ararat           | Vardan Bichakhchyan (1ª-17ª) Edgar Torosyan (18ª-36ª)                                                   | Vsevolod Ermakov, David Manoyan (32)                            | Serges Deblé (13)                                        |
| Ararat-Armenia   | Dmitrij Gunko                                                                                           | Mailson Lima (31)                                               | Mailson Lima (18)                                        |
| BKMA Erevan      | Rafael Nazaryan                                                                                         | Mikayel Mirzoyan, Armen Nersesyan (31)                          | Edgar Movsesyan, Grenik Petrosyan (4)                    |
| Noah             | Aram Hakobyan (1ª-13ª) Viktor Bulatov (14ª-24ª) Igor Picușceac (2ª, 25ª-36ª)                            | Jordy Monroy (30)                                               | Maksim Majrovič (9)                                      |
| Noravank         | Vahe Gevorgyan                                                                                          | Michail Bašilov, Julius Ufuoma (30)                             | Shuaibu Ibrahim (10)                                     |
| P'yownik         | Eġiše Melik'yan                                                                                         | José Caraballo, Hovhannes Harutyunyan (31)                      | Hugo Firmino (16)                                        |
| Urartu           | Ṙobert Arzowmanyan                                                                                      | Narek Aghasaryan (32)                                           | Artur Miranyan (10)                                      |
| Van Charentsavan | Artur Asoyan (1ª-17ª) Sevada Arzumanyan (18ª-36ª)                                                       | Argishti Petrosyan, Aleksandr Stepanov (30)                     | Jaisen Clifford, Vladimir Filippov, Josue Gaba (3)       |

## Classifica finale
|                    | Pos. | Squadra          | Pt      | G  | V  | N  | P  | GF | GS | DR  |
| ------------------ | ---- | ---------------- | ------- | -- | -- | -- | -- | -- | -- | --- |
| Armenia (bandiera) | 1.   | P'yownik         | 75      | 32 | 23 | 6  | 3  | 52 | 25 | +27 |
|                    | 2.   | Ararat-Armenia   | 74      | 32 | 23 | 5  | 4  | 56 | 20 | +36 |
|                    | 3.   | Alaškert         | 51      | 32 | 14 | 9  | 9  | 38 | 30 | +8  |
|                    | 4.   | Ararat           | 46      | 32 | 13 | 7  | 12 | 47 | 36 | +11 |
|                    | 5.   | Urartu           | 40      | 32 | 9  | 13 | 10 | 37 | 32 | +5  |
|                    | 6.   | Noah             | 39      | 32 | 9  | 12 | 11 | 38 | 43 | -5  |
|                    | 7.   | Noravank         | 28      | 32 | 7  | 7  | 18 | 36 | 55 | -19 |
|                    | 8.   | Van Charentsavan | 25      | 32 | 6  | 7  | 19 | 19 | 47 | -28 |
|                    | 9.   | BKMA Erevan      | 18      | 32 | 4  | 6  | 22 | 25 | 60 | -35 |
|                    | ---  | Sevan            | Esclusa |    |    |    |    |    |    |     |

      Campione d'Armenia e ammessa alla UEFA Champions League 2022-2023
      Ammesse alla UEFA Europa Conference League 2022-2023
      Esclusa a campionato in corso.
Note:

Tre punti per la vittoria, uno per il pareggio, zero per la sconfitta.
In caso di arrivo di due o più squadre a pari punti, la graduatoria verrà stilata secondo la classifica avulsa tra le squadre interessate.

## Risultati

### Partite (1-18)
|                  | Ala  | Ara  | AAr  | BKM  | Noa  | Nor  | Pyo  | Ura  | Van  |
| ---------------- | ---- | ---- | ---- | ---- | ---- | ---- | ---- | ---- | ---- |
| Alaškert         | –––– | 1-0  | 0-3  | 2-1  | 0-0  | 0-0  | 1-4  | 2-1  | 0-2  |
| Ararat           | 3-2  | –––– | 0-1  | 2-1  | 7-1  | 3-2  | 0-1  | 2-0  | 1-0  |
| Ararat-Armenia   | 2-1  | 3-0  | –––– | 3-2  | 5-2  | 2-1  | 1-2  | 3-0  | 2-0  |
| BKMA Erevan      | 0-2  | 0-2  | 2-3  | –––– | 1-2  | 2-0  | 0-4  | 1-2  | 1-0  |
| Noah             | 1-0  | 2-2  | 0-1  | 5-0  | –––– | 2-1  | 1-2  | 1-1  | 3-0  |
| Noravank         | 0-2  | 1-1  | 0-2  | 1-1  | 1-1  | –––– | 2-1  | 0-1  | 1-0  |
| P'yownik         | 1-1  | 2-6  | 0-3  | 1-0  | 1-0  | 2-0  | –––– | 2-0  | 1-1  |
| Urartu           | 0-0  | 1-1  | 0-0  | 5-0  | 0-1  | 3-0  | 0-2  | –––– | 1-0  |
| Van Charentsavan | 0-4  | 0-1  | 1-2  | 1-0  | 1-2  | 2-0  | 0-2  | 1-1  | –––– |

### Partite (19-36)
|                  | Ala  | Ara  | AAr  | BKM  | Noa  | Nor  | Pyo  | Ura  | Van  |
| ---------------- | ---- | ---- | ---- | ---- | ---- | ---- | ---- | ---- | ---- |
| Alaškert         | –––– | 2-1  | 0-1  | 3-1  | 0-2  | 3-0  | 1-1  | 1-1  | 2-0  |
| Ararat           | 0-1  | –––– | 0-1  | 1-2  | 1-1  | 4-0  | 1-2  | 0-0  | 1-1  |
| Ararat-Armenia   | 1-1  | 3-1  | –––– | 0-0  | 0-1  | 2-0  | 1-1  | 1-1  | 1-0  |
| BKMA Erevan      | 0-3  | 3-2  | 0-1  | –––– | 1-1  | 0-1  | 0-1  | 1-4  | 1-1  |
| Noah             | 0-1  | 0-0  | 0-3  | 1-1  | –––– | 3-3  | 0-1  | 1-1  | 0-0  |
| Noravank         | 1-1  | 0-1  | 0-2  | 3-2  | 3-1  | –––– | 1-2  | 3-2  | 7-1  |
| P'yownik         | 3-0  | 1-0  | 1-0  | 1-0  | 2-1  | 3-2  | –––– | 1-1  | 2-0  |
| Urartu           | 0-0  | 1-2  | 1-2  | 1-0  | 2-2  | 1-1  | 0-1  | –––– | 2-0  |
| Van Charentsavan | 0-1  | 0-1  | 2-1  | 1-1  | 1-0  | 2-1  | 1-1  | 0-3  | –––– |

## Statistiche

### Capoliste solitarie
|    | —— | —— | ——             | ——             | ——             | ——             | ——             | ——             | ——             | ——             | ——             | ——             | ——             | ——             | ——             | ——             | ——             | ——             | ——             | ——             | ——             | ——             | ——             | ——             | ——  | ——  | ——       | ——       | ——       | ——       | ——       | ——       | ——  | ——       | ——       | —— |  |
|    |    |    | Ararat-Armenia | Ararat-Armenia | Ararat-Armenia | Ararat-Armenia | Ararat-Armenia | Ararat-Armenia | Ararat-Armenia | Ararat-Armenia | Ararat-Armenia | Ararat-Armenia | Ararat-Armenia | Ararat-Armenia | Ararat-Armenia | Ararat-Armenia | Ararat-Armenia | Ararat-Armenia | Ararat-Armenia | Ararat-Armenia | Ararat-Armenia | Ararat-Armenia | Ararat-Armenia | Ararat-Armenia |     |     | P'yownik | P'yownik | P'yownik | P'yownik | P'yownik | P'yownik |     | P'yownik | P'yownik |    |  |
|    |    |    |                |                |                |                |                |                |                |                |                |                |                |                |                |                |                |                |                |                |                |                |                |                |     |     |          |          |          |          |          |          |     |          |          |    |  |
|    |    |    |                |                |                |                |                |                |                |                |                |                |                |                |                |                |                |                |                |                |                |                |                |                |     |     |          |          |          |          |          |          |     |          |          |    |  |
| 1ª | 2ª | 3ª | 4ª             | 5ª             | 6ª             | 7ª             | 8ª             | 9ª             | 10ª            | 11ª            | 12ª            | 13ª            | 14ª            | 15ª            | 16ª            | 17ª            | 18ª            | 19ª            | 20ª            | 21ª            | 22ª            | 23ª            | 24ª            | 25ª            | 26ª | 27ª | 28ª      | 29ª      | 30ª      | 31ª      | 32ª      | 33ª      | 34ª | 35ª      | 36ª      |    |  |

### Individuali

#### Classifica marcatori
| Gol |  |  | Giocatore       | Squadra                  |
| --- |  |  | --------------- | ------------------------ |
| 22  |  |  | Serges Deblé    | Ararat (13) P'yownik (9) |
| 18  |  |  | Mailson Lima    | Ararat-Armenia           |
| 16  |  |  | Hugo Firmino    | P'yownik                 |
| 10  |  |  | Shuaibu Ibrahim | Noravank                 |
| 10  |  |  | Artur Miranyan  | Urartu                   |
| 10  |  |  | Yusuf Otubanjo  | Ararat-Armenia           |
| 9   |  |  | Maksim Majrovič | Noah                     |
| 8   |  |  | José Caraballo  | P'yownik                 |
| 8   |  |  | Wilfried Eza    | Ararat-Armenia           |
| 8   |  |  | Edgar Malak'yan | Ararat                   |
| 7   |  |  | José Embaló     | Alaškert                 |